# Doust Mohammad
Pour les articles homonymes, voir Doust.

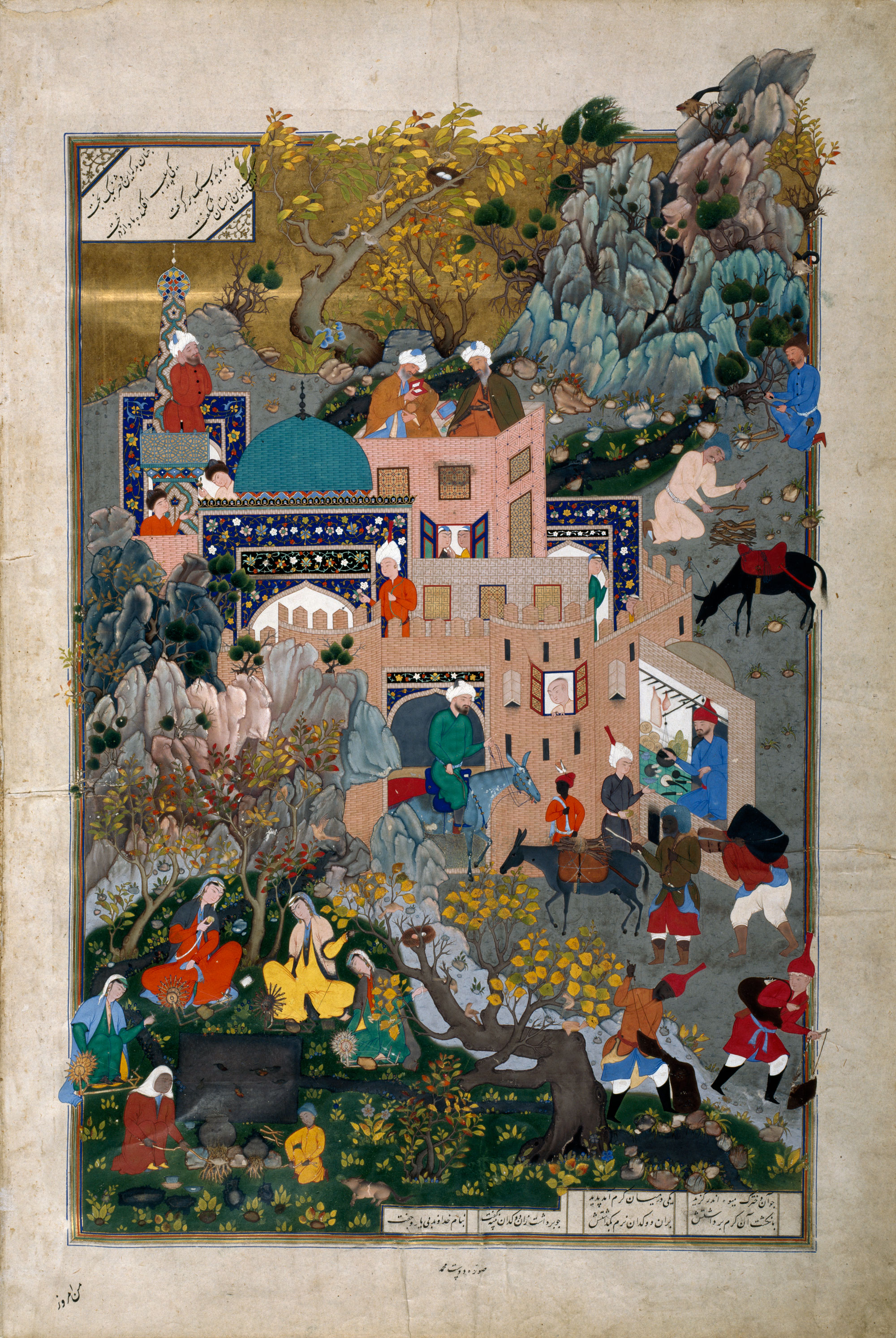
L'Histoire de Haftvad et du Ver, d'après le Livre des Rois par Doust Mohammad, collection du musée Aga Khan de Toronto, vers 1540

Doust Mohammad (Doust signifie ami en persan), dont les dates de naissance et de mort sont inconnues, est un miniaturiste, enlumineur et calligraphe persan du XVIe siècle.

## Débuts de carrière
Doust Mohammad naît à Hérat à la fin du XVe siècle. C'est un disciple de Behzad et il étudie aussi auprès d'autres maîtres à Hérat. Le prince Bahram Mirza est le premier à remarquer son talent et l'invite à travailler pour lui dans son atelier. Au début des années 1520, Doust Mohammad se rend à Tabriz avec Behzad. Après la mort du chah Ismaïl Ier, il demeure au service du chah Tahmasp Ier,  et participe aux travaux d'illustration du fameux Livre des Rois. Cependant, il est plus modeste que d'autres artistes, comme le Sultan Mohammed, ou Mir Moussavvir. Après la mort de son maître Behzad, Doust Mohammad quitte la cour de Tahmasp pour une raison inconnue. Il semble que d'après certains historiens d'art contemporains, Doust Mohammad ait été nomade dans l'âme et ne pouvait rester longtemps au même endroit. À la fin des années 1530, il œuvre à la cour du souverain de Kaboul, Kamran Mirza, frère de l'empereur moghol Houmayoun.

## Inde
C'est en 1555, à l'invitation de l'empereur Moghol qu'il part pour l'Inde. Vers 1550, il peint une miniature sur un feuillet séparé à l'ordre de l'empereur Moghol, représentant L'Empereur Houmayoun et ses frères sur fond de paysage. L'intérieur est de style turkmène. Des fonds de montagne et des éléphants sont peints d'une manière exagérée (comme l'aimait Tahmasp). L'empereur Houmayoun est assis sur des pierres comme s'il s'agissait d'un trône et l'on remarque au loin trois garçons jouant sous un arbre (l'un d'entre eux étant le futur empereur Akbar Ier). Doust Mohammad quitte l'Inde sous le règne de ce dernier au début des années 1560 et retourne en Perse, où il s'installe à Qazvin, jusqu'à sa mort, à une date inconnue de nous.

## Calligraphie
Doust Mohammad apprend l'art de la calligraphie auprès du maître Chadichaha Qasim, lui-même disciple du fameux calligraphe d'Hérat Sultan Ali Mashhadi. C'est ainsi que sont issus de la touche de Doust Mohammad des manuscrits et des modèles d'écriture remarquables. Quelques-uns sont exposés à la Bibliothèque nationale russe de Saint-Pétersbourg. Il est un temps à la tête de la cour safavide du prince Bahram Mirza qui protège les arts, et qui est lui-même calligraphe, musicien et poète. Doust Mohammad travaille également pour le frère de Bahram Mirza, le puissant chah Tahmasp Ier,  et jouit du titre de calligraphe du chah. Doust Mohammad est connu aussi comme l'auteur d'un essai sur la peinture persane. En 1544-45, il écrit un traité sur les calligraphes et les peintres. Ce travail est compris dans la mouraqqa  des dessins calligraphiques et des miniatures, intitulé l'« Album de Bahram Mirza », qui est conservé à la bibliothèque du palais de Topkapi à Istanbul.
L'album en dix-neuf premiers feuillets contient une préface au traité de Doust Mohammad, écrit d'une belle écriture, probablement celle de l'auteur. En plus du traité, l'on trouve trois autres œuvres de Doust Mohammad: deux miniatures avec le titre Maître Doust et un morceau calligraphié, signé "Doust-é-Mohammad Moussavvir" (l'artiste).
Le traité rédigé en persan, comprend une introduction à l'origine de la lettre et de l'écriture taliq et nastaliq, une partie sur l'histoire de l'art et les grands maîtres de l'art persan avec notamment des informations concernant les calligraphes et les artistes de la cour de Bahram Mirza. Malgré la confusion entre des noms historiques et des noms appartenant à la mythologie, cette histoire de la peinture de la main de Doust Mohammad est d'une valeur insigne. Il fait clairement allusion à l'interdiction religieuse de dépeindre des êtres vivants ou morts, mais en même temps montre que cette interdiction est toute relative, puisqu'il passe sa vie à dépeindre toute sorte de scènes animées avec des personnages et des animaux. Il ne se penche pas en revanche sur la manière de peindre, ni sur les techniques et les instruments utilisés.
L'intérêt majeur de ce traité réside dans le fait que Doust Mohammad livre au lecteur la connaissance de la vie et de l'œuvre de grands artistes persans du XIVe siècle, jusqu'au XVIe siècle, comme par exemple Ahmad Moussa ou Agha Mirek.